# Солдатский сельсовет (Фатежский район)
Солда́тский сельсове́т — муниципальное образование со статусом сельского поселения в Фатежском районе Курской области России.
Административный центр — село Солдатское. 

## География
Расположен на юго-западе района. Является самым крупным по площади сельским поселением Фатежского района. По численности населения занимает предпоследнее (6-е) место среди муниципальных образований района, а по плотности населения — последнее. Граничит с: 
- Русановским сельсоветом (на северо-востоке)
- Верхнехотемльским сельсоветом (на востоке)
- Большежировским сельсоветом (на юго-востоке)
- Курчатовским районом (на юге)
- Конышёвским районом (на юго-западе)
- Железногорским районом (на северо-западе)

## История
Образован в первые годы советской власти в составе Дмитриевской волости Фатежского уезда. В 1924 году Дмитриевская волость и Фатежский уезд были упразднены, сельсовет вошёл в состав Алисовской волости Курского уезда. С 1928 года в составе Фатежского района.
14 июня 1954 года к Солдатскому сельсовету был присоединён Сухочевский сельсовет.
Статус и границы сельсовета установлены Законом Курской области от 21 октября 2004 года № 48-ЗКО «О муниципальных образованиях Курской области».
Законом Курской области от 26 апреля 2010 года № 26-ЗКО к Солдатскому сельсовету были присоединены Любимовский, Нижнехалчанский и Шуклинский сельсоветы. 

## Состав сельского поселения
| №  | Населённый пункт   | Тип населённого пункта       | Население |
| -- | ------------------ | ---------------------------- | --------- |
| 1  | 1-е Гнездилово     | село                         | ↘49       |
| 2  | 2-е Гнездилово     | село                         | ↘13       |
| 3  | Алисово            | деревня                      | ↘39       |
| 4  | Алисово-Покровское | село                         | ↘83       |
| 5  | Болонино           | деревня                      | ↘12       |
| 6  | Бригадирово        | деревня                      | ↘19       |
| 7  | Бунино             | деревня                      | ↘25       |
| 8  | Верхние Халчи      | село                         | ↘126      |
| 9  | Весёлый            | хутор                        | ↘5        |
| 10 | Горки              | хутор                        | ↘3        |
| 11 | Завидный           | хутор                        | ↘8        |
| 12 | Косиловка          | посёлок                      | ↘34       |
| 13 | Костина            | деревня                      | ↘17       |
| 14 | Кофановка          | деревня                      | ↘31       |
| 15 | Красивый           | посёлок                      | ↘5        |
| 16 | Красный Камыш      | хутор                        | ↘11       |
| 17 | Лотаревка          | посёлок                      | ↗7        |
| 18 | Любимовка          | деревня                      | ↘41       |
| 19 | Морозов            | хутор                        | ↘37       |
| 20 | Нагорный           | хутор                        | ↘7        |
| 21 | Надежда            | хутор                        | ↘1        |
| 22 | Нижние Халчи       | деревня                      | ↘186      |
| 23 | Новая Жизнь        | хутор                        | ↘11       |
| 24 | Озеровка           | посёлок                      | ↘8        |
| 25 | Павловка           | хутор                        | ↘3        |
| 26 | Подымовка          | деревня                      | ↘13       |
| 27 | Поздняково         | деревня                      | ↘153      |
| 28 | Прелестный         | хутор                        | ↘8        |
| 29 | Пробуждение        | посёлок                      | ↗8        |
| 30 | Пролетаровка       | хутор                        | ↘12       |
| 31 | Ребендер           | посёлок                      | ↘14       |
| 32 | Репринка           | деревня                      | ↘9        |
| 33 | Рудка              | деревня                      | ↗28       |
| 34 | Солдатское         | село, административный центр | ↘225      |
| 35 | Соловьёвка         | хутор                        | ↘3        |
| 36 | Суходол            | деревня                      | ↘37       |
| 37 | Хохловка           | хутор                        | ↘0        |
| 38 | Черякино           | хутор                        | ↗67       |
| 39 | Шаншинка           | деревня                      | ↘30       |
| 40 | Шахово             | село                         | ↘18       |
| 41 | Шуклино            | деревня                      | ↘50       |

## Население
| 2002  | 2010  | 2012  | 2013  | 2014  | 2015  | 2016  |
| ----- | ----- | ----- | ----- | ----- | ----- | ----- |
| 504   | ↗1456 | ↗1667 | ↘1473 | ↘1375 | ↘1314 | ↘1272 |
| 2017  | 2018  | 2019  | 2020  | 2021  |       |       |
| ↘1245 | ↘1148 | ↘1126 | ↘1070 | ↘1002 |       |       |

## Главы сельсовета
Сельсовет в разное время возглавляли: 
- Игин Владимир Сергеевич
- Емельянов Павел Стефанович
- Фатьянов И. Е.
- Бильдин Николай Яковлевич
- Горбунов И. В.
- Бильдина Валентина Александровна
- Бильдин Алексей Александрович
- Мокрецова И. Е.
- Басов Николай Александрович (? — 2010)
- Горбунов Виктор Андреевич (2010)
- Сотников Александр Витальевич (2010 — настоящее время)